# Васильово (Большесвятцовське сільське поселення)
Васильово (рос. Василёво) — присілок в Торжоцькому районі Тверської області Російської Федерації.
Населення становить 25 осіб. Входить до складу муніципального утворення Большесвятцовське сільське поселення.

## Історія
Від 2005 року входить до складу муніципального утворення Большесвятцовське сільське поселення.

## Населення
1. Н/Д[2]